# My Love (canción de Justin Timberlake)
«My Love» es una canción y el segundo sencillo del cantante Justin Timberlake extraído de su segundo álbum de estudio, FutureSex/LoveSounds. Con el enorme éxito comercial que ha tenido su primer sencillo, «SexyBack», en varias estaciones radiofónicas en el mundo, fue lanzado este nuevo sencillo que cuenta con la colaboración del rapero T.I.. La canción «My Love» fue presentada en la última entrega anual de los VMA's 2006, siendo el acto de apertura de este show realizado en Nueva York, en septiembre del 2006.

## Vídeo musical
Este vídeo musical, estrenado el 23 de octubre, incluye un preludio de la canción Let Me Talk To You incluida en el mismo disco, en el cual Justin Timberlake rapea con el productor del álbum, Timbaland. El vídeo comienza en un estudio con barras de luces blancas, en el cual Justin y Timbaland bailan rodeados de muchas chicas, mientras ellos rapean el preludio. Después, la pantalla se vuelve blanca en la que muestran a la distancia a Justin flotando y acercándose a la pantalla. Él para de flotar y comienza a cantar el primer verso. En varios puntos de la canción, el vídeo se torna de blanco a negro, mientras Justin está con sus bailarines, los mismos que empleó en los VMA's 2006. En algunas partes del vídeo, mientras Justin dice una frase, aparecen objetos flotando, como ejemplo: cuando el canta "If I wrote you a symphony" comienzan a volar unos violines. En el segundo verso él dice "If I wrote you a love note" Aparecen unas hojas de papel flotando a través de la pantalla.

## Lista de canciones
CD1
1. «My Love» (Featuring T.I.) - 4:43
2. «My Love» (Instrumental) - 4:38

 CD2
1. «My Love» (Featuring T.I.) - 4:43
2. «My Love» (Paul Oakenfold Radio Edit) - 3:46
3. «My Love» (Pokerface Club Mix) - 5:48
4. «My Love» (Pual Jackson Remix) - 6:30
5. «My Love» (Linus Loves Remix) - 5:07
6. «My Love» (Video) - 6:11

## Posicionamiento en listas

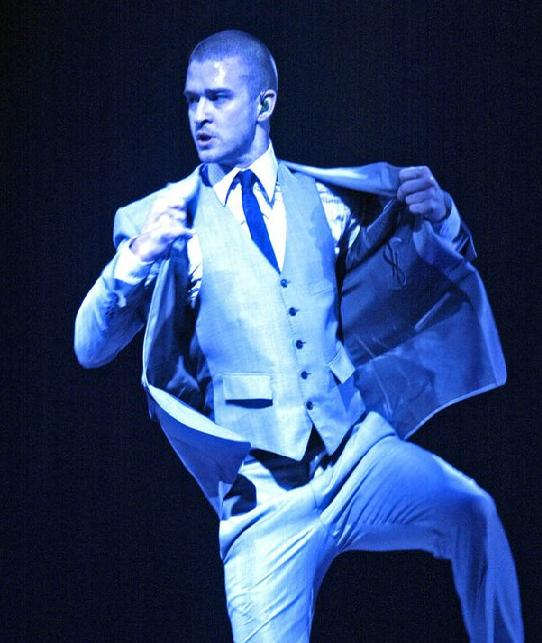
Justin Timberlake actuando en uno de los conciertos de la gira musical FutureSex/LoveShow en Minnesota.

| Listas (2006–2007)                     | Mejor posición |
| -------------------------------------- | -------------- |
| Alemania (Offizielle Deutsche Charts)  | 4              |
| Australia (ARIA)                       | 3              |
| Austria (Ö3 Austria Top 40)            | 6              |
| Bélgica (Flandes) (Ultratop 50)        | 16             |
| Bélgica (Valonia) (Ultratop 50)        | 17             |
| Dinamarca (Tracklisten)                | 3              |
| Eslovaquia (Rádio Top 100)             | 11             |
| Estados Unidos (Billboard Hot 100)     | 1              |
| Estados Unidos (Mainstream Top 40)     | 1              |
| Estados Unidos (Hot R&B/Hip-Hop Songs) | 2              |
| Estados Unidos (Hot Dance Club Songs)  | 15             |
| Estados Unidos (Adult Top 40)          | 27             |
| Estados Unidos (Rhythmic)              | 3              |
| European Hot 100                       | 3              |
| Finlandia (OFC)                        | 5              |
| Francia (SNEP)                         | 10             |
| Hungría (Rádiós Top 40)                | 5              |
| Hungría (Dance Top 40)                 | 24             |
| Irlanda (IRMA)                         | 4              |
| Italia (FIMI)                          | 12             |
| Nueva Zelanda (Recorded Music NZ)      | 1              |
| Países Bajos (Dutch Top 40)            | 12             |
| Reino Unido (Official Charts Company)  | 2              |
| República Checa (Rádio Top 100)        | 9              |
| Suecia (Sverigetopplistan)             | 2              |
| Suiza (Schweizer Hitparade)            | 2              |

### Posición fin de año
| Listas (2007)                    | Posición |
| -------------------------------- | -------- |
| Alemania German Singles Chart    | 53       |
| Estados Unidos Billboard Hot 100 | 26       |